# Sehailia
Sehailia là một đô thị thuộc tỉnh Mascara, Algérie. Dân số thời điểm năm 2002 là 8.5 người.